# Архиепархия Хюэ
Архиепархия Хюэ (лат. Archidioecesis Hueensis) — архиепархия Римско-Католической Церкви с центром в городе Хюэ, Вьетнам. В митрополию Хюэ входят епархии Буонметхуота, Дананга, Контума, Куинёна, Нячанга. Кафедральным собором архиепархии Хюэ является церковь Непорочного Сердца Пресвятой Девы Марии.

## История
27 августа 1850 года Святой Престол учредил апостольский викариат Северного Кохинхина, выделив его из апостольского викариата Восточного Кохинхина (сегодня — Епархия Куинёна).
3 декабря 1924 года апостольский викариат Северного Кохинхина был переименован в апостольский викариат Хюэ.
24 ноября 1960 года Римский папа Иоанн XXIII издал буллу «Venerabilium Nostrorum», которой преобразовал апостольский викариат Хюэ в архиепархию.

## Ординарии архиепархии
- епископ François-Marie-Henri-Agathon Pellerin M.E.P.[1] (27.08.1850 — 13.09.1862);
- епископ Joseph-Hyacinthe Sohier M.E.P. (13.09.1862 — 3.09.1876);
- епископ Martin-Jean Pontvianne M.E.P. (31.08.1877 — 30.07.1879);
- епископ Marie-Antoine-Louis Caspar M.E.P.(23.03.1880 — 18.07.1907);
- епископ Eugène-Marie-Joseph Allys M.E.P. (30.01.1908 — 20.06.1931);
- епископ Alexandre-Paul-Marie Chabanon M.E.P. (20.06.1931 — 4.06.1936);
- епископ François-Arsène-Jean-Marie-Eugène Lemasle M.E.P. (4.02.1937 — 26.09.1946);
- епископ Jean-Baptiste Urrutia M.E.P. (21.02.1948 — 24.11.1960);
- архиепископ Pierre Martin Ngô Đình Thục (24.11.1960 — 17.02.1968);
- архиепископ Philippe Nguyên-Kim-Diên (11.03.1968 — 8.06.1988);
- архиепископ Etienne Nguyên Nhu Thê (1.03.1998 — 18.08.2012);
- архиепископ François-Xavier Lê Văn Hông (18.08.2012 — 29.10.2016, в отставке);
- архиепископ Joseph Nguyễn Chí Linh (29.10.2016 — 24.05.2025, в отставке);
- архиепископ Joseph Đặng Đức Ngân (24.05.2025 — по настоящее время).

## Источник
- Annuario Pontificio, Libreria Editrice Vaticana, Città del Vaticano, 2003, стр. 958, ISBN 88-209-7422-3
- Булла Venerabilium Nostrorum (лат.) // AAS. — 1961. — Vol. LIII, fasc. 53. — P. 346. Архивировано 7 октября 2013 года.